# Tiha većina
Tiha većina naziv je za veću grupu ljudi, inherentno natpolovičnu, čiji stavovi nisu proporcionalno zastupljeni u javnosti. Pojam tiha većina rabi se da bi se objasnila razlika između javnog mnijenja, onoga što se izvještava i propagira u javnim medijima i stvarnog stanja mišljenja nekog političkog tijela u nekoj demokratskoj zemlji. Pojam tihe većine vrijedi samo za demokratske zemlje sa slobodom izražaja. Pojam tiha većina prvi put se rabila u SAD-u u kojem je predsjednik Richard Nixon rabio u sadašnjem kontekstu, gdje se na kritike i pritiske medija, kulturnih i političkih elita za brzo i bezuvjetno povlačenje iz Vijetnamskog rata, dok je Nixon zauzeo stav postupnog povlačenja. Nixon je objasnio da njegovu odluku podržava 'tiha većina' američkih građana, koji nisu voljni ustupiti pritisku raznih elita. Nixonova odluka je na kraju bila ispravna, jer je tri godine kasnije pobijedio na predsjedničkim izborima. Pojam tiha većina je jako rasprostranjena u mnogim demokracijama (2016.), u kojima političari, teoretičari, mediji i ostali rabe da bi se objasnila razlika između stvarnih stavova među glasačima, i stavova raznih elita unutar nekog društva. Pojam tiha većina rabi se da bi se objasnila velika razlika između anketa prije izbora, izlaznih anketa te stvarih ishoda nekih izbora u nekim zemljama. Mnogi pripisivaju tu razliku zbog odvojenosti medija i elita od stvarnog mišljenja građana koji nisu željni promijeniti svoje stavove, bez obzira na razne pritiske koje se vrše preko medijskog prostora, i svoje krajnje mišljenje izražavaju kroz glasački listić, a svoje stavove, želje ili mišljenja nisu u stanju niti željni podijeliti zbog pristiska iz razloga da ne budu etiketirani kao primitivci, ili da ne slijede trendove elite koje su toliko uvriježene u medijskom prostoru.